# Travnik
Travnik es una municipalidad y ciudad de Bosnia y Herzegovina. Se encuentra en el cantón de Bosnia Central, dentro del territorio de la Federación de Bosnia y Herzegovina. La capital, tanto del cantón como de la municipalidad de Travnik, es la ciudad homónima, ubicada a 70 km al oeste de Sarajevo.

## Demografía
En el año 2009 la población de la municipalidad de Travnik era de 55 000 habitantes. La superficie del municipio es de 529 kilómetros cuadrados, con lo que la densidad de población era de 104 habitantes por kilómetro cuadrado.